# Mammillaria baumii
Mammillaria baumii är en kaktusväxtart som beskrevs av Boed. Mammillaria baumii ingår i släktet Mammillaria och familjen kaktusväxter. Inga underarter finns listade i Catalogue of Life.

## Bildgalleri

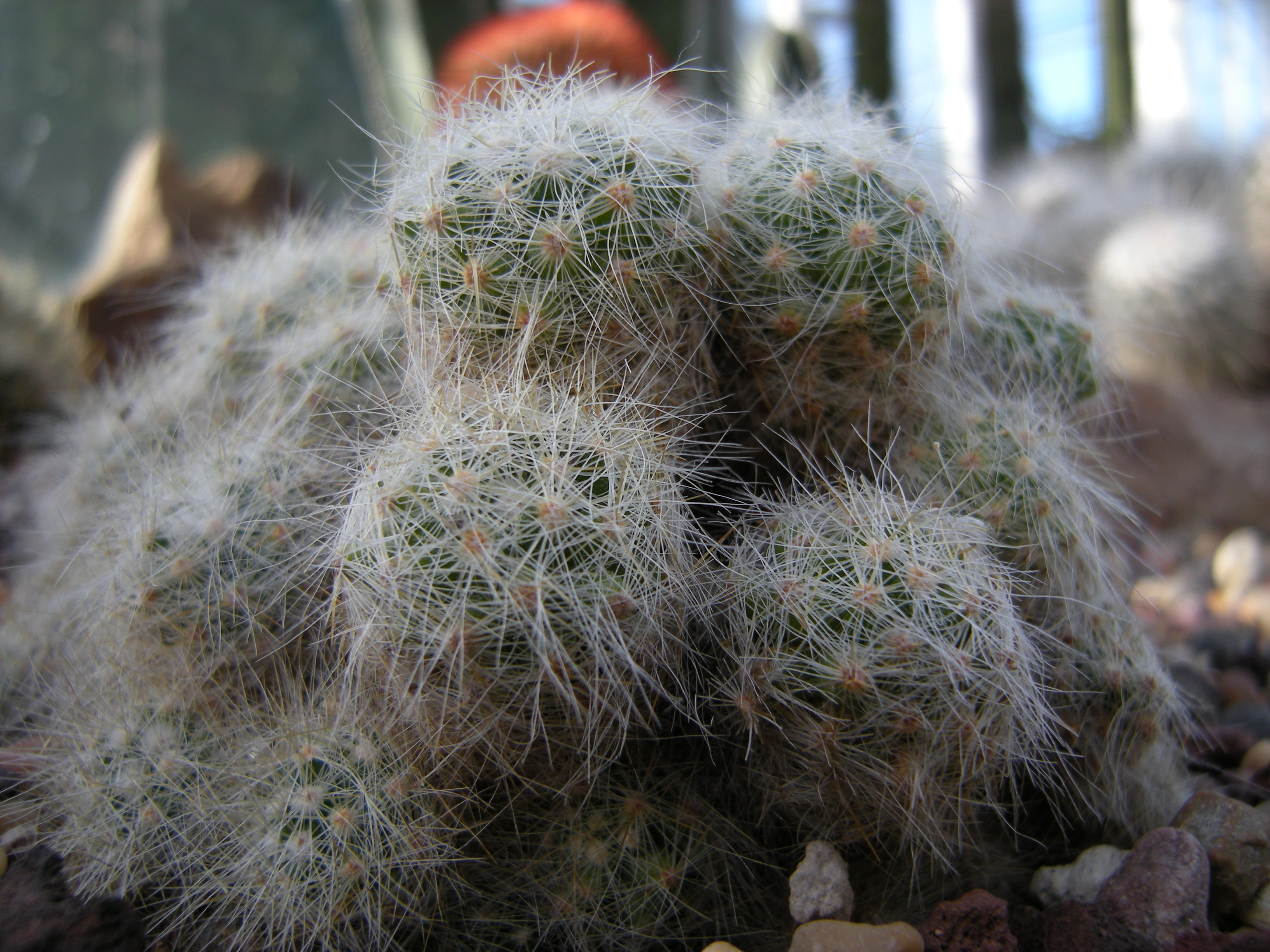
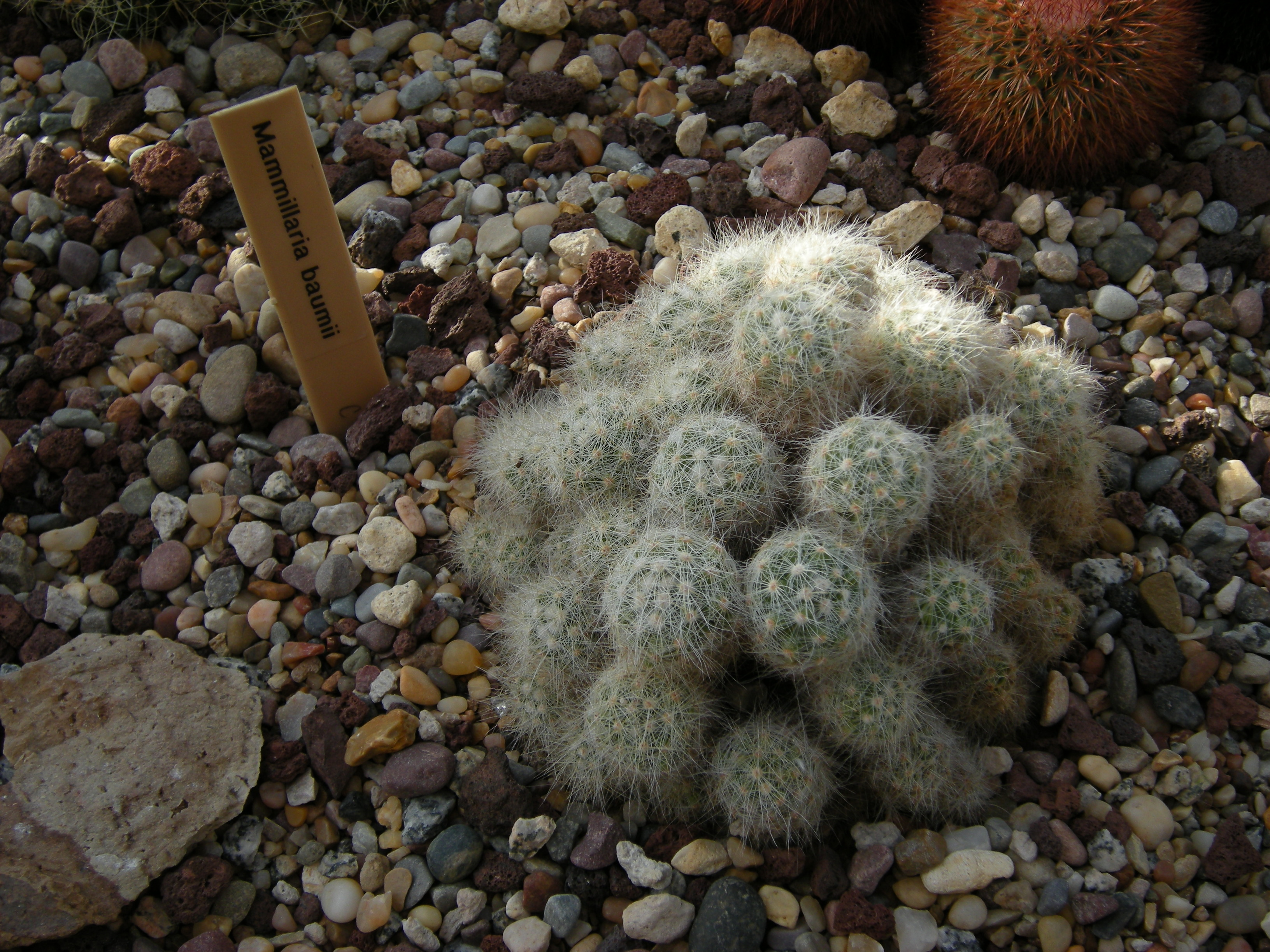
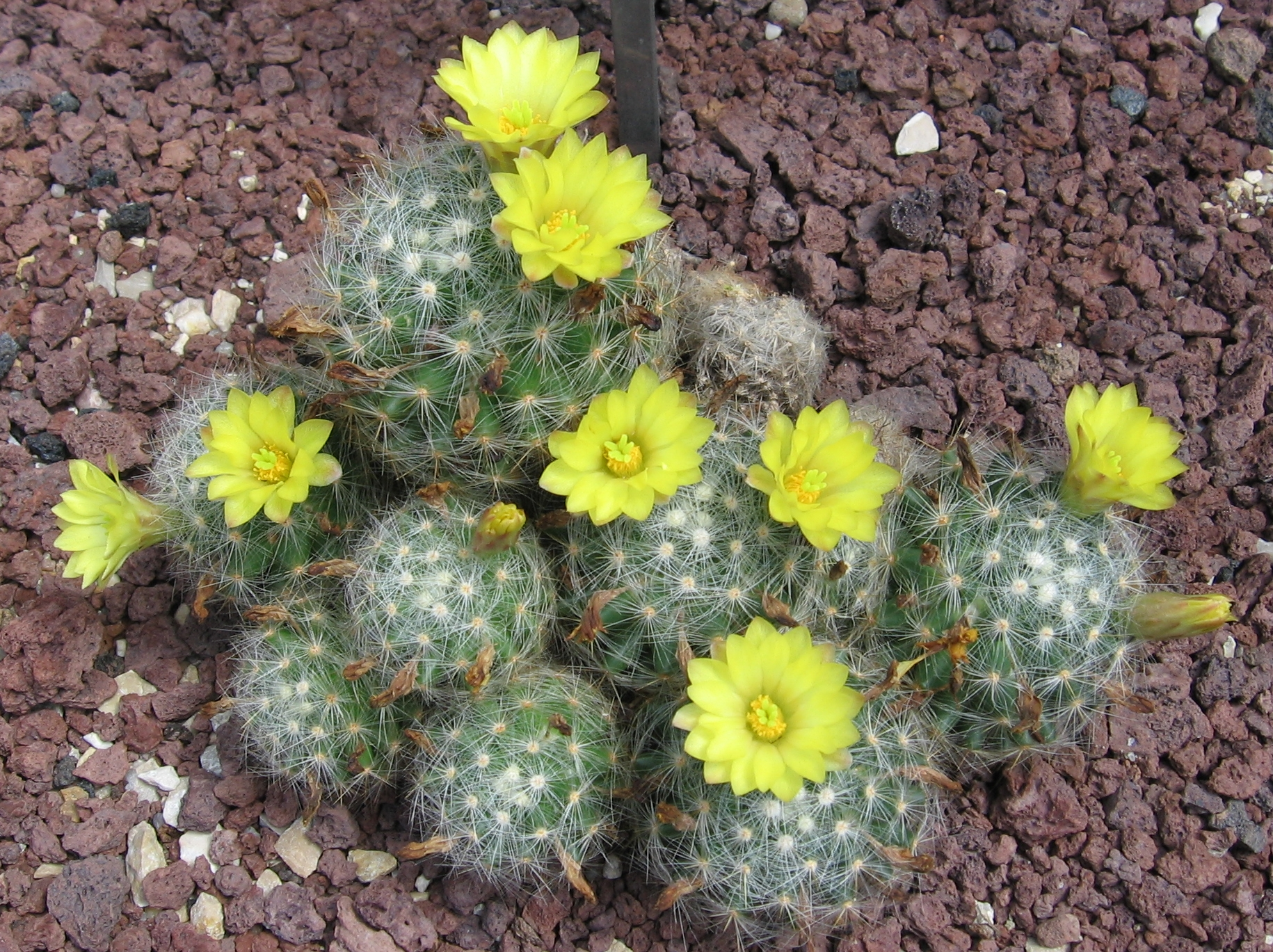
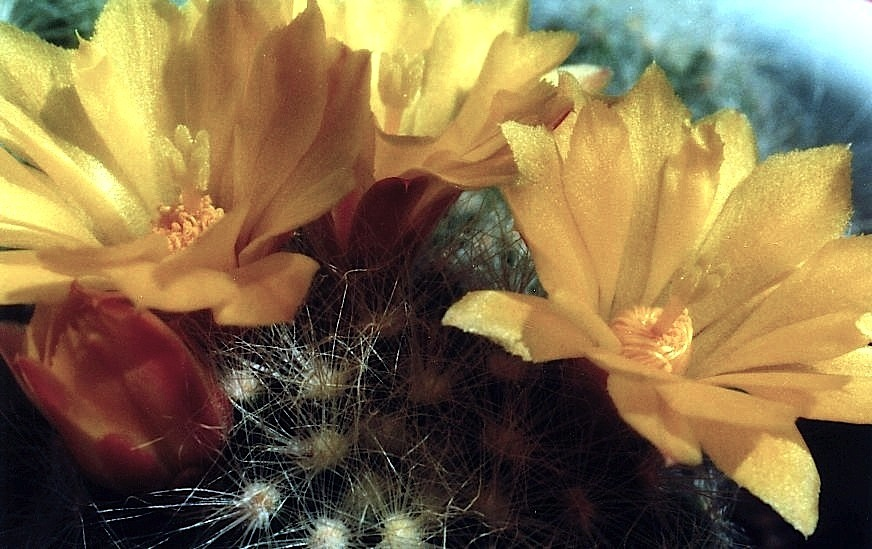
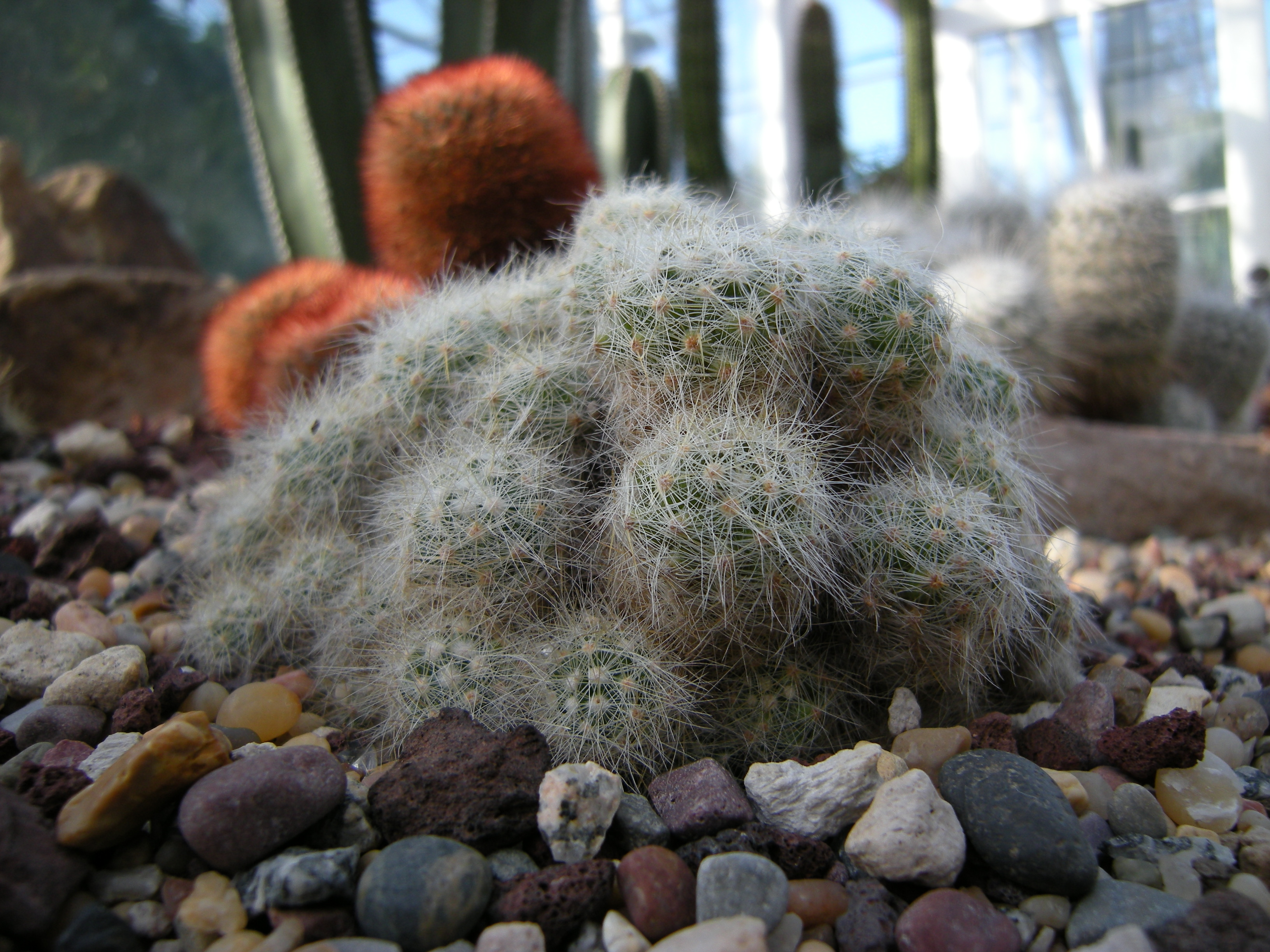
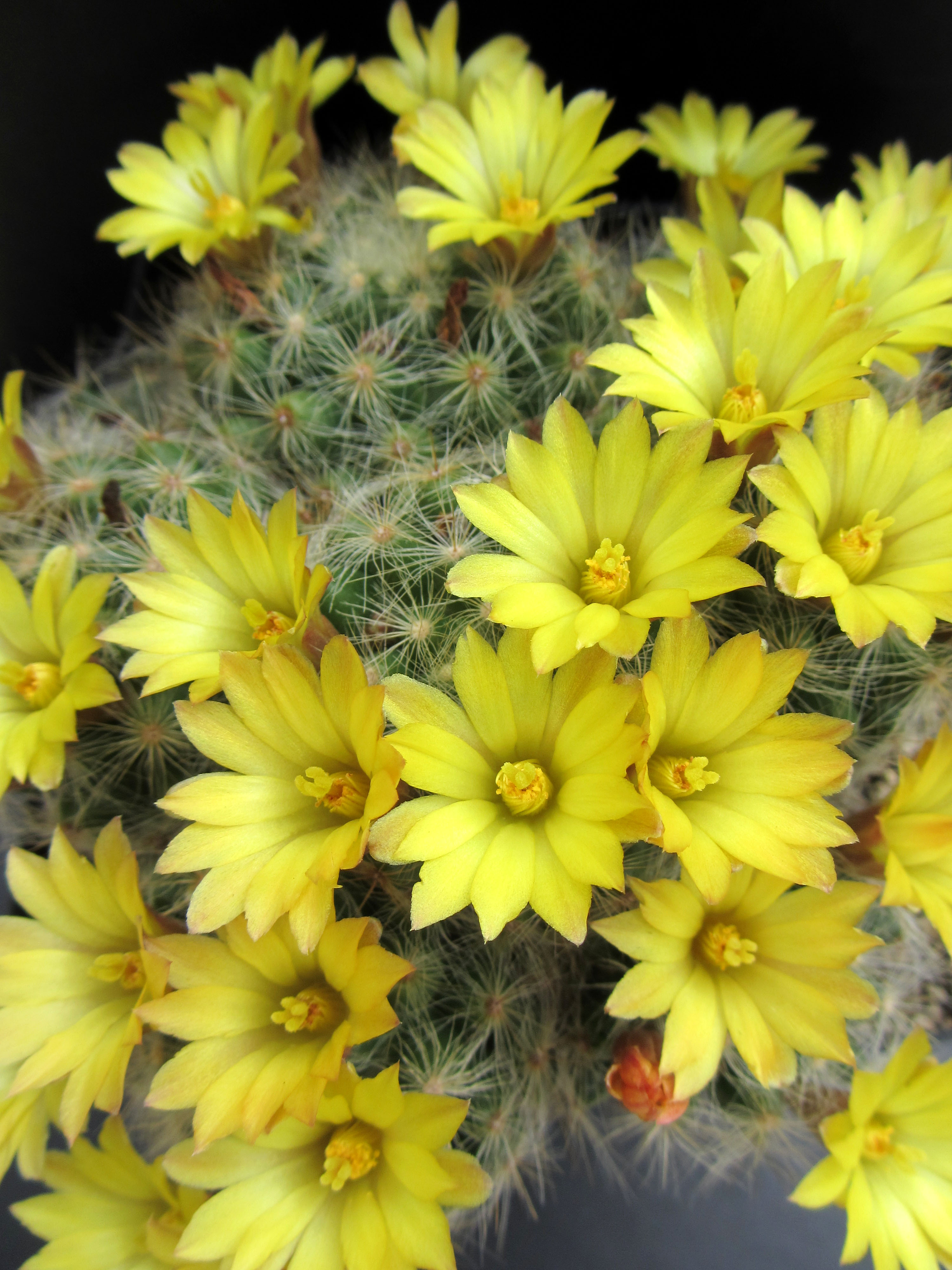